# سوفوس ثالبيتزر
سوفوس ثالبيتزر (بالدنماركية: Sophus Thalbitzer) (ولد في عام 1871- ومات في عام 1941) طبيب نفسي دنماركي وطبيب متخصص في اضطراب ذو اتجاهين. كان مؤثرا في نجاح تقنين وتشريع (إلغاء تجريم) المثلية الجنسية في الدنمارك في عام 1933.
رغم أن ثالبيتزر لم يتزوج ابدا في حياته، لاتوجد أي مصادر تدعم كونه كان إما مثلي الجنس أو مزدوج الميول الجنسية.

## السيرة
في عام 1912 أصبح ثالبيتزر مستشارا في مستشفى سان هانس للنساء بالقرب من العاصمة كوبنهاغن. أصبح ثالبيتزر في عام 1923 عضوا في المجلس الاستشاري لمديري اللجنة العلمية الإنسانية. في عامي 1924 و 1925، نشر مقالتين عن المثلية الجنسية، نجحت في التأثير على التشريع الجنائي الدنماركي مع دفاعه العلمي عن إلغاء تجريم المثلية الجنسية، وتخفيض السن القانوني للنشاط الجنسي المثلي من 21 إلى 18 عاما.

### كتب
- «العاطفة والجنون» (بالإنجليزية: Emotion and insanity)‏ (1926). ترجمها للإنجليزية M. G. Beard. المكتبة الدولية لعلم النفس والفلسفة والميثودولوجيا العلمية.